# Jean Khamsé Vithavong
Jean Khamsé Vithavong (Keng Sadoc, 18 ottobre 1942 – Vientiane, 8 dicembre 2024) è stato un vescovo cattolico laotiano.

## Biografia
Jean Khamsé Vithavong nacque il 18 ottobre 1942 a Keng Sadoc, all'epoca Indocina francese.

### Formazione e ministero sacerdotale
Frequentò prima il Collège de Mazenod di Paksane e successivamente fu inviato nel 1959 in Francia dove studiò prima presso il seminario di Pontmain, successivamente proseguì gli studi a La Brosse-Montceaux e terminò gli studi di filosofia a Solignac. Tornato in patria, fu inviato nelle Filippine per studiare teologia all'Università Ateneo de Manila dal 1969 al 1973. Entrò negli oblati di Maria emettendo i primi voti nel settembre 1964 e la professione solenne nel 1971.
Fu ordinato presbitero il 26 gennaio 1975. Con la salita al potere di un governo comunista, tutti i missionari stranieri furono espulsi e il Paese venne isolato. I preti locali dovettero quindi fronteggiare da soli l'ostilità del governo e potendo avere solo sporadici contatti con la Chiesa al di fuori dei confini nazionali.

### Ministero episcopale
Dopo 7 anni di servizio pastorale nelle missioni sul territorio laotiano, il 19 novembre 1982 papa Giovanni Paolo II lo nominò vicario apostolico coadiutore di Vientiane assegnandogli la sede titolare di Moglena.
Ricevette l'ordinazione episcopale il 16 gennaio 1983 per imposizione delle mani del vescovo Thomas Nantha. Succedette alla medesima sede il 7 aprile 1984. Lo stesso giorno fu nominato anche amministratore apostolico di Luang Prabang, carica che mantenne fino al 16 febbraio 1999. Durante il suo ministero fu presidente della Conferenza episcopale del Laos e della Cambogia dal 2000 al 2005.
Quando il Laos iniziò le prime aperture al resto del Mondo, poté ricevere maggiori aiuti per la cura pastorale dei fedeli, in particolare l'arrivo dalle Filippine nel 1995 del primo gruppo di suore vincenziane, potendo anche spostarsi più liberamente. Nonostante la dura repressione tuttavia, vide negli anni anche un piccolo ma costante aumento della popolazione cristiana grazie anche alla formazione dei catechisti laici.
Resse il vicariato per 34 anni, ritirandosi per raggiunti limiti d'età il 2 febbraio 2017. Dopo un progressivo declino della sua salute, tra cui anche il diabete, morì a Vientiane l'8 dicembre 2024 all'età di 82 anni.

## Genealogia episcopale e successione apostolica
La genealogia episcopale è:
- Cardinale Scipione Rebiba
- Cardinale Giulio Antonio Santori
- Cardinale Girolamo Bernerio, O.P.
- Arcivescovo Galeazzo Sanvitale
- Cardinale Ludovico Ludovisi
- Cardinale Luigi Caetani
- Cardinale Ulderico Carpegna
- Cardinale Paluzzo Paluzzi Altieri degli Albertoni
- Papa Benedetto XIII
- Papa Benedetto XIV
- Papa Clemente XIII
- Cardinale Marcantonio Colonna
- Cardinale Giacinto Sigismondo Gerdil, B.
- Cardinale Giulio Maria della Somaglia
- Cardinale Carlo Odescalchi, S.I.
- Cardinale Costantino Patrizi Naro
- Cardinale Lucido Maria Parocchi
- Papa Pio X
- Papa Benedetto XV
- Papa Pio XII
- Cardinale Eugène Tisserant
- Papa Paolo VI
- Vescovo Thomas Nantha
- Vescovo Jean Khamsé Vithavong, O.M.I.

La successione apostolica è:
- Cardinale Louis-Marie Ling Mangkhanekhoun (2001)